# Зельбах
Зельбах (нім. Selbach) — громада в Німеччині, розташована в землі Рейнланд-Пфальц. Входить до складу району Альтенкірхен. Складова частина об'єднання громад Віссен.
Площа — 3,66 км2. Населення становить 760 ос. (станом на 31 грудня 2020).